# Михаило Јовановић (министар)
Михаило П. Јовановић (1855—1944) био је српски политичар и правник.
Јовановић је био судија, министар правде (1903. и 1904−1905), члан државног савета Краљевине Србије (1907), председник Касационог суда у Београду (1908−1925), први председник Друштва Црнвеног крста Краљевине СХС (1921−1924), члан Сталног суда међународне правде у Хагу (1922−1930).